# Kamienie runiczne ze Spirit Pond

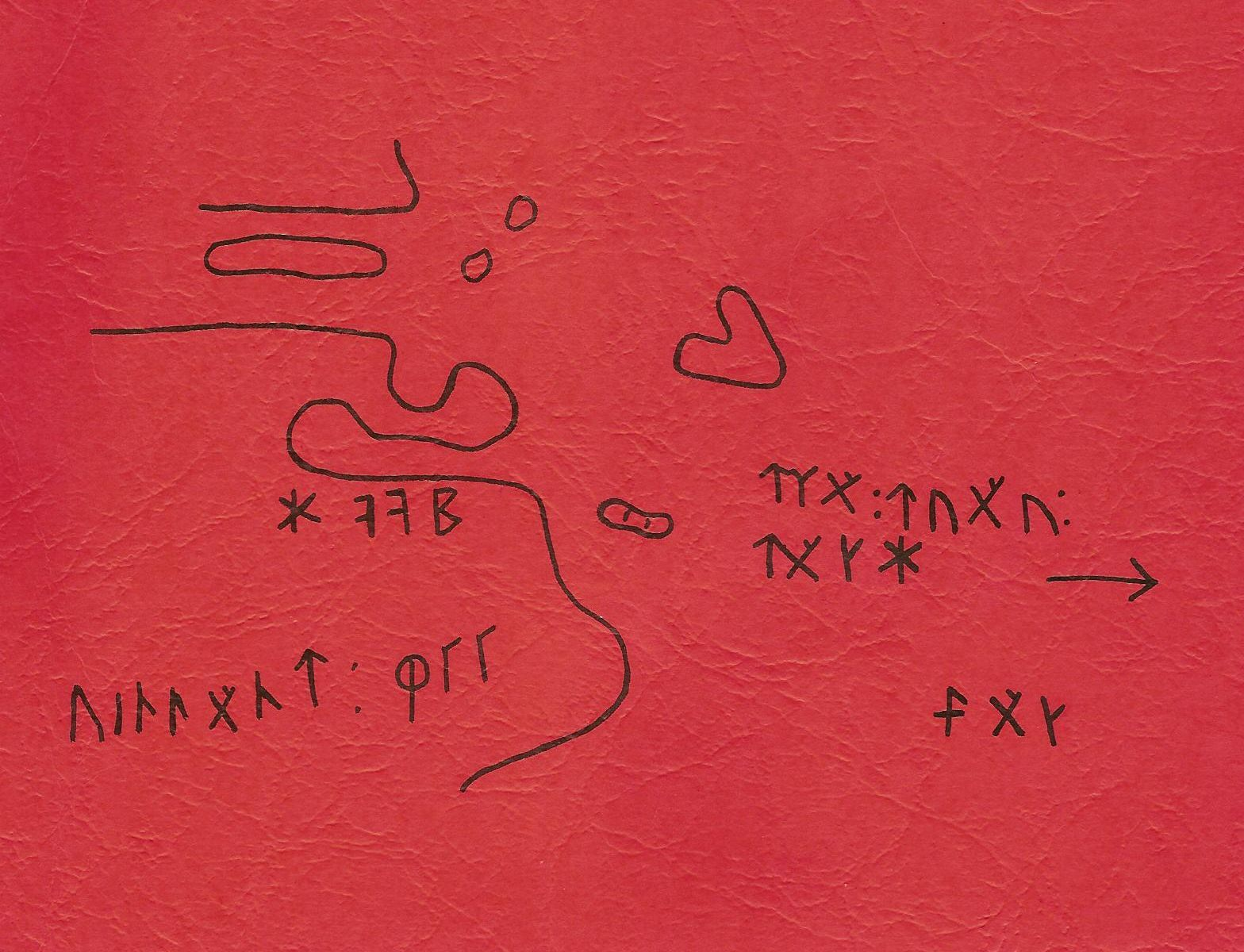
Odrys mapy z trzeciego kamienia

Kamienie runiczne ze Spirit Pond – trzy rzekome kamienie runiczne, mające być pamiątką po podróżach wikingów do Winlandii, odkryte w 1971 roku w amerykańskim stanie Maine. Przez runologów uznawane są za niezbyt wprawne fałszerstwo.
Rzekomym znalazcą kamieni miał być stolarz z Maine, Walter Elliott. Miały się one znajdować nad brzegiem rzeki Morse koło Popham Beach w Phippsburgu. Elliott nawiązał kontakt z kustoszem lokalnego muzeum, wraz z którym wystąpili do ekspertów od napisów runicznych o opinię na temat znalezisk. Ci jednogłośnie stwierdzili, że rzekome kamienie runiczne są fałszerstwem. W międzyczasie miejscowe władze, powołując się na fakt, iż Elliott miał znaleźć kamienie na ziemi stanowej, wystąpiły o ich wydanie. Wywiązał się spór, znalazca domagał się bowiem wypłacenia honorarium i na pewien czas nawet ponownie zakopał kamienie. Ostatecznie zawarto ugodę i, po wypłaceniu Elliottowi kwoty 4,5 tys. dolarów, rzekome znaleziska trafiły na ekspozycję do muzeum stanowego w Auguście.
Na wszystkich trzech kamieniach wyryte są znaki runiczne, trzeci zawiera także schematyczną mapę okolic Popham Beach. Napisy zawierają różnorakie słowa oraz anachroniczne cyfry stylizowane na arabskie, którymi zapisano daty 1010 i 1011. W opisie mapy znajdują się nazwy Hóp i Vínland, znane z sag winlandzkich. Sam Elliott utrzymywał, iż Winlandia leżała właśnie w rejonie dzisiejszego Maine. Zdaniem specjalistów napisy na kamieniach są współczesne i zostały wyryte elektrycznym narzędziem do wykonywania stalorytów. Sam język inskrypcji jest niehistoryczny, wyłącznie stylizowany na staroislandzki. W miejscu rzekomego odkrycia kamieni nie znaleziono także żadnych pozostałości mogących świadczyć o obecności wikingów w tym rejonie.